# Blake Moore
Blake David Moore, född 22 juni 1980 i Ogden i Utah, är en amerikansk politiker (republikan). Han är ledamot av USA:s representanthus sedan 2021.
Moore gick i skola i Ogden High School. Under skoltiden var han en framstående spelare av amerikansk fotboll och vann 1997 utmärkelsen Wendy's High School Heisman. Förutom för insatserna som quarterback i amerikansk fotboll tävlade han också för skolan i baseboll och basket.